# Heksan
Heksan – organiczny związek chemiczny z grupy alkanów. Izomery heksanu są bardzo niereaktywne oraz są często stosowane jako rozpuszczalniki w reakcjach organicznych, ponieważ są wysoce niepolarne. Wchodzą również w skład benzyn.

## Izomery
Heksan ma pięć izomerów:
- n-heksan (heksan)
- izoheksan (2-metylopentan)
- 3-metylopentan
- neoheksan 2,2-dimetylobutan
- biizopropyl (2,3-dimetylobutan).

## Produkcja
Heksan jest produkowany w wyniku rafinacji ropy naftowej. Wyjściowa mieszanina frakcji silnie zależy od źródła surowca i wymuszenia rafinacji. Przemysłowy produkt (zwykle około 50% wagowych n-heksanu) jest frakcją wrzącą w temperaturze 65–70 °C.

## Toksyczność
Inhalacje parami heksanu w wysokim stężeniu wywołują stan słabej euforii, połączonej z sennością, zawrotami głowy oraz nudnościami.
Stałe odurzenie heksanem było obserwowane u pracowników w wytwórniach butów, zakładach odnawiających meble oraz w zakładach samochodowych. Pierwsze objawy to osłabienie sprawności ruchowej mięśni, poprzedzone mrowieniem i skurczami kończyn. W odosobnionych przypadkach, obserwowany jest zanik mięśni szkieletowych, połączony z utratą koordynacji i osłabieniem wzroku.
Podobne objawy są obserwowane w przypadku zwierząt. Są one połączone z degeneracją obwodowego układu nerwowego (czasem również ośrodkowego układu nerwowego), rozpoczynając od niektórych dłuższych i szerszych aksonów. Toksyczność nie jest przynależna do samego heksanu, ale do jednego z produktów jego metabolizmu: heksa-2,5-dionu należącego do grupy ketonów. Jest on podejrzewany o reagowanie z grupą aminową bocznego łańcucha lizyny pozostawianej w białkach, co skutkuje krzyżowaniem i stratą funkcji białkowych.
Efekty zatrucia heksanem nie są długotrwałe i zwykle zanikają stopniowo po jednej do trzech godzin od końca narażenia na kontakt.